# Wang Xuan
Wang Xuan (chinesisch 王選 / 王选, Pinyin Wáng Xuǎn; * 5. Februar 1936 in Wuxi, Jiāngsū Shěng, China; † 13. Februar 2006 in Peking) war ein chinesischer Informatiker. Er war Erfinder der Computer-Lasersatztechnik für chinesische Schriftzeichen.

## Leben
Wang Xuan studierte 1954 bis 1958 Mathematik und Mechanik an der Peking-Universität, an der er später auch als Professor lehrte und forschte. 1974 war er verantwortlicher Leiter für ein Regierungsprogramm 748 Projekt, das die traditionelle chinesische Schrift überarbeiten sollte.
Wang Xuan begründete 1985 die Computer-Lasersatztechnik für chinesische Schriftzeichen. Mit Hilfe dieser Erfindung konnten Computer-Lasersatzsysteme, genannt Modern Bi Sheng, für chinesische Schriftzeichen und das Founder-Farbverlegungssystem entwickelt und in China eingeführt werden. Mit dieser Technik wurde es möglich, die chinesische und die Weltbevölkerung mit Informationen und Printmedien zu versorgen.
Von 1995 bis 2002 war Wang CEO der Founder Holdings Ltd. Diese in Hongkong eingetragene Firma war ein Joint Venture zwischen Wang und der Peking-Universität. Wang Xuan übertrug daraufhin ca. 1 Mio. US-Dollar aus seinem Vermögen in den Wang Xuan Science Research Fund zur Unterstützung des Institutes für Computertechnologie der Peking-Universität (CSTRI).
Wang Xuan war seit 1992 Mitglied der Chinesischen Akademie der Wissenschaften (CAS) sowie seit 1994 der Chinesischen Akademie der Ingenieurwissenschaften (CAE). Wang war ranghoher Vertreter bei den 8., 9. und 10. Politische Konsultativkonferenz des chinesischen Volkes (National Committee of the Chinese People’s Political Consultative Conference CPPCC).
Wang Xuan wurde am 19. Februar 2006 in Peking eingeäschert. An der Trauerfeier nahmen neben Familienmitgliedern und Wissenschaftskollegen auch höchste Regierungsvertreter wie Hu Jintao, Wen Jiabao, Jia Qinglin und Zeng Qinghong teil.

## Auszeichnungen (Auswahl)
- 1986 Goldmedaille der Internationalen Messe für Erfindungen in Genf
- 1995 Preis der HoLeung Ho Lee Foundation für seine Forschung in Wissenschaft und Technologie
- 2001 State Preeminent Science and Technology Award (zusammen mit Huang Kun), der höchste chinesische Wissenschaftspreis
- 2004 Ehrentitel Peking University Preeminent Alumnus